# Luiz Bonfá
Luiz Floriano Bonfá, dit Luiz Bonfá,  né le 17 octobre 1922 à Rio de Janeiro et mort le 12 janvier 2001 dans la même ville, est un guitariste,  compositeur et chanteur brésilien. Il est surtout connu pour avoir composé Samba de Orfeu et Manhã de Carnaval, deux des thèmes musicaux du film Orfeu Negro, qui sont devenus des classiques de jazz.

## Biographie
Issu d'une famille d'immigrants italiens, Luiz Bonfá décide enfant d'apprendre à jouer de la guitare. À l'âge de 11 ans, il commence à étudier avec le guitariste classique uruguayen Isaías Savio (es). Ces cours hebdomadaires impliquent un long et pénible trajet (avec une partie à pied et deux heures et demie de tramway) depuis sa maison familiale à Santa Cruz, dans la banlieue ouest de Rio de Janeiro, jusqu'à la maison du professeur dans les collines de Santa Teresa. Compte tenu du dévouement et du talent de son élève, Savio ne fait pas payer ses cours au jeune Bonfá.
Bonfá se fait connaître pour la première fois au Brésil en 1947 lorsqu'il se produit dans une émission de la Rádio Nacional do Rio de Janeiro (pt), alors une vitrine importante pour les nouveaux talents. Il est membre du groupe vocal Quitandinha Serenaders à la fin des années 1940. Certaines de ses premières compositions telles que Ranchinho de Palha, O Vento Não Sabe, sont enregistrées et interprétées par le crooner brésilien Dick Farney. La première chanson à succès de Bonfá De Cigarro em Cigarro est enregistrée par Nora Ney en 1957. C'est grâce à Farney que Bonfá fait la connaissance en 1956 d'Antônio Carlos Jobim et de Vinicius de Moraes, co-originateurs avec João Gilberto de la bossa nova. Bonfá collabore, en tant que guitariste, avec Jobim et Moraes dans l'enregistrement du disque tiré de la pièce anthologique de Moraes Orfeu da Conceição (pt), pièce qui donnera naissance en 1958 au film de Marcel Camus Orfeu Negro. Bonfá va écrire deux des musiques originales incluses dans le film de Camus, Samba de Orfeu et Manhã de Carnaval, sa composition la plus célèbre (dont Carl Sigman a écrit les paroles en anglais sous le titre A Day in the Life of a Fool) et qui figure parmi les dix standards les plus joués dans le monde, selon le Livre Guinness des records.
Dans les années 1950, Bonfá est principalement un musicien de samba-canção, le style musical le plus populaire au Brésil à cette époque. Mais il est également guitariste de jazz et expérimente avec l'incorporation des rythmes de samba au jazz. À ce titre, Luiz Bonfá est considéré comme l'un des précurseurs de la bossa nova et joue un rôle clé dans l'évolution de la musique brésilienne vers ce nouveau style. À partir de 1959, à la suite de la popularité soudaine de João Gilberto avec la chanson Chega de Saudade  et du succès rencontré par le film Orfeu Negro, Bonfá se consacre quasi exclusivememt à la bossa nova.  Il devient un important ambassadeur de cette musique tant aux États-Unis qu'en Europe. En novembre 1962, il participe au concert historique Bossa Nova at Carnegie Hall à New York.
Bonfá a travaillé avec de nombreux musiciens américains, dont Quincy Jones, George Benson, Stan Getz et Frank Sinatra, avec lesquels il enregistre plusieurs albums aux États-Unis. Une composition de Bonfá, Almost in Love, avec des paroles anglaises de Randy Starr (en), est interprétée par Elvis Presley. À noter aussi les compositions The Gentle Rain (en), avec des paroles de Matt Dubey (enregistrée par Tony Bennett), Non-Stop To Brazil (enregistrée par Astrud Gilberto) et Sambolero (enregistrée par Lionel Hampton). De 1990 à 1999, Bonfá a travaillé avec la chanteuse Ithamara Koorax (en) sur plusieurs enregistrements et concerts, apparaissant avec elle en tant qu'invité spécial dans plusieurs salles de Rio de Janeiro telles que le Teatro Rival, l'Auditorium BNDES et la Salle Funarte-Sidney Miller. Ils ont également enregistré ensemble, en 1996, l'album Almost In Love - Ithamara Koorax Sings The Luiz Bonfá Songbook, mettant en vedette Bonfá à la guitare acoustique ainsi que des invités spéciaux tels que Larry Coryell, Eumir Deodato, Ron Carter, Marcos Suzano (en) et Sadao Watanabe. Les séances, produites par Arnaldo DeSouteiro, ont été filmées pour une émission télévisée japonaise présentée par Sadao Watanabe.
Bonfá a écrit les bandes originales d'une vingtaine de films, dont O Santo Módico, La Plage du désir, The Gentle Rain (en), Pour un amour lointain, Les Heures de l'amour, Carnival Of Crime (en) et Prisoner Of Rio (en) (sur lequel il a collaboré avec l'arrangeur Hans Zimmer).
Luiz Bonfá décède d'un cancer de la prostate à 78 ans à Rio de Janeiro le 12 janvier 2001. Au moment de sa mort, il travaille sur la bande originale d'un film produit et joué par Karen Black et pour un spectacle de Broadway intitulé  Brazilian Bombshell basé sur la vie de Carmen Miranda et interprété par Sonia Braga.

## Plagiat
En mai 2013, les medias annoncent que le titre Somebody That I Used to Know est inspiré d'une musique de Luiz Bonfá  : en avril 2012, dans un entretien pour Billboard, le chanteur Gotye a reconnu avoir utilisé l'introduction du morceau Seville de Luiz Bonfá (1967),,. Il concédera une partie de ses redevances à la famille du musicien brésilien décédé en 2001.

## Discographie

### Albums solo
- 1955 : Luiz Bonfá (10", Continental LPP-21)
- 1957 : Alta Versatilidade (Odeon MOFB-3003)
- 1957 : Violão Boêmio (Odeon MOFB-3014)
- 1958 : Ritmo Continentais (Odeon MOFB-3020)
- 1958 : Meu Querido Violão (Odeon MOFB-3076)
- 1958 : Toca Melodias das Américas (Imperial 30009)
- 1958 : ¡Amor! The Fabulous Guitar of Luiz Bonfa (Atlantic SD 8028)
- 1959 : O Violão de Luiz Bonfá (Cook 1134)
- 1960 : Passeio no Rio (Odeon BWB-1151)
- 1961 : Luiz Bonfá (Odeon 7BD-1017)
- 1962 : O Violão e o Samba (Odeon MOFB 3295)
- 1962 : Le Roi de la Bossa Nova (Fontana 680.228ML)
- 1962 : Luiz Bonfá Plays and Sings Bossa Nova (en) (Verve V6-8522)
- 1963 : Recado Novo de Luiz Bonfá (Odeon MOFB 3310)
- 1963 : Violão Boêmio Vol. 2 (Odeon SMOFB 3360)
- 1965 : The Brazilian Scene (Philips PHS 600-208)
- 1967 : Luiz Bonfá (Dot Records DLP 25804)
- 1967 : Luiz Bonfa Plays Great Songs (Dot DLP 25825)
- 1968 : Black Orpheus Impressions (Dot DLP 25848)
- 1968 : Bonfá (Dot DLP 25881)
- 1970 : The New Face of Bonfa (RCA LSP-4376)
- 1971 : Sanctuary (RCA LSP-4591)
- 1972 : Introspection (RCA FSP-297)
- 1973 : Jacarandá (Ranwood R-8112)
- 1989 : Non-Stop to Brazil (Chesky Records (en) JD29)
- 1992 : The Bonfá Magic (Caju Music 511.404-2) réédité par Milestone Records
- 2005 : Solo in Rio 1959 (Smithsonian Folkways Records SFW CD 40483)

### Albums live
- 1962 : Bossa Nova no Carnegie Hall (Audio Fidelity AFLP 2101)

### Collaborations avec d'autres artistes
- 1956 : De Cigarro em Cigarro avec Jorge Henrique (10", Continental LPP-53)
- 1956 : Noite e Dia avec Ed Lincoln (Continental LPP-3018)
- 1956 : Orfeu da Conceição avec Antônio Carlos Jobim (Odeon Records MODB-3056)
- 1958 : Bonfafá avec Fafá Lemos (pt) (Odeon MOFB-3047)
- 1958 : Luiz Bonfá e Silvia Telles avec Silvia Telles (Odeon BWB-1040)
- 1960 : A Voz e o Violão avec Norma Sueli (pt) (Odeon MOFB-3144)
- 1962 : Pery Ribeiro e Seu Mundo de Canções Românticas avec Pery Ribeiro (Odeon MOFB-3272)
- 1963 : Caterina Valente e Luiz Bonfá avec Caterina Valente (London LLN 7090)
- 1963 : Jazz Samba Encore! (en) avec Stan Getz (Verve V6-8523)
- 1964 : Rio - avec Paul Winter, Roberto Menescal et Luiz Eça (Columbia CS 9115)
- 1965 : Braziliana (en) avec Maria Helena Toledo (es) (Philips PHS 600-199)
- 1967 : Maria Toledo Sings The Best Of Luiz Bonfa (United Artists Records UAS 6584)
- 1980 : Bonfa Burrows Brazil avec Don Burrows (en) (Cherry Pie CPF 1045)
- 1992 : The Brazil Project avec Toots Thielemans (Private Music 82101)
- 1992 : The Brazil Project 2 avec Toots Thielemans (Private Music 82110)
- 1995 : Rio Vermelho/Red River avec Ithamara Koorax (Imagem 2012)
- 1996 : Almost In Love - Ithamara Koorax Sings The Luiz Bonfá Songbook (Paddle Wheel KICP 503)
- 2003 : Love Dance avec Ithamara Koorax (Milestone MCD 9327-2)

### Participations
- 1956 : Meia-Noite em Copacabana com Dick Farney (Polydor LPNG 4004)
- 1961 : Pery Ribeiro (Odeon 7BD-1011)
- 1965 : Quincy Plays for Pussycats - Quincy Jones (Mercury SR 61050)
- 1965 : The New Sound of Brazil - João Donato (RCA LSP-3473)
- 1965 : The Shadow of Your Smile - Astrud Gilberto (Verve V6-8629)
- 1965 : The Movie Song Album - Tony Bennett (Columbia CS 9272)
- 1969 : My Way - Frank Sinatra (Reprise FS 1029)
- 1969 : I Got a Woman and Some Blues - George Benson (A&M SP-9-3025)
- 1986 : For A Distant Love - Yana Purim (Pausa Records PR 7203)
- 1997 : Here In My Heart - Kenny Rankin (en) (Private Music 0100582148-2)

### Musiques de film
- 1959 : Black Orpheus (Orfeu Negro) B.O.F., avec Antônio Carlos Jobim (Epic LN3672; Philips B76.470R; réédité par Fontana et Verve)
- 1961 : Sócio de Alcova (RCA LCD-1007)
- 1962 : Le Ore dell'amore (C.A.M. CEP.45-102)
- 1965 : The Gentle Rain B.O.F., avec Eumir Deodato (Mercury SR 61016)
- 1967 : Pour un amour lointain (United Artists Records 36.123 UAE)